# Peronizm

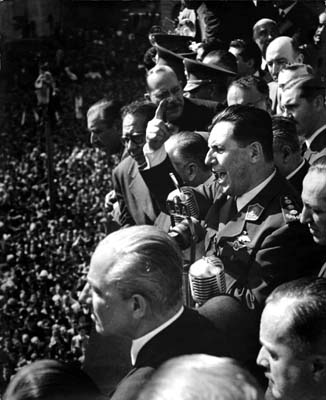
Juan Perón (1895–1974)

Peronizm – populistyczny ruch społeczno-polityczny w Argentynie.

## Historia
Ruch zapoczątkowali Juan i Eva Perón w latach 40. XX wieku. Oparty jest na idei justycjalizmu (sprawiedliwości społecznej), nacjonalizmu (dążenie do budowy „wielkiej Argentyny”) i „trzeciej drogi” pomiędzy kapitalizmem i komunizmem. W polityce gospodarczej postuluje zwiększenie interwencji państwa w gospodarce i współpracy państwa ze związkami zawodowymi. W polityce zagranicznej propaguje utrzymanie niezależności wobec Stanów Zjednoczonych. W 1947 roku utworzona została Partia Peronowska, przekształcona następnie w Partię Justycjalistyczną. W następnych latach doszło do rozłamu w ruchu i utworzenia partii neoperonowskich.